# Ana Zanin
Ana Zanin (1964) es una botánica brasileña, que desarrolla actividades científicas en la Universidad de São Paulo, defendió su tesis de PhD sobre la taxonomía de Andropogon, un importante género de pastos.

## Algunas publicaciones
- ana Zanin, hilda maria Longhi-Wagner. 2000. "Taxonomic Novelties in Andropogon (Poaceae-Andropogoneae) for Brazil." Novon 13 (3): 368-375
- ana Zanin, hilda maria Longhi-Wagner. 2005. Lectotypifications in the Genus Andropogon (Poaceae). Novon 15 (1 ) :250

### Libros
- ----, ----, jaime Mujica-Salles. 1992. Gramineae: Tribo Stipeae. Ed. Impr. Univ. 174 pp.
- ----, ----, ----. 1992. Flora ilustrada do Rio Grande do Sul. Ed. Impr. Univ. 174 pp.
- 2001. Revisão de Andropogon L. (Poaceae - Panicoideae - Andropogoneae) no Brasil. 401 pp.

- La abreviatura «A.Zanin» se emplea para indicar a Ana Zanin como autoridad en la descripción y clasificación científica de los vegetales.[1]